# Tầng Rhaetia
| Hệ/ Kỷ                                | Thống/ Thế | Bậc / Kỳ    | Tuổi (Ma) | Tuổi (Ma) |
| ------------------------------------- | ---------- | ----------- | --------- | --------- |
| Jura                                  | Dưới/Sớm   | Hettange    | trẻ hơn   | trẻ hơn   |
| Trias                                 | Trên/Muộn  | Rhaetia     | 201.3     | ~208.5    |
| Trias                                 | Trên/Muộn  | Noria       | ~208.5    | ~227      |
| Trias                                 | Trên/Muộn  | Carnia      | ~227      | ~237      |
| Trias                                 | Giữa       | Ladinia     | ~237      | ~242      |
| Trias                                 | Giữa       | Anisia      | ~242      | 247.2     |
| Trias                                 | Dưới/Sớm   | Olenek      | 247.2     | 251.2     |
| Trias                                 | Dưới/Sớm   | Indu        | 251.2     | 251.902   |
| Permi                                 | Lạc Bình   | Trường Hưng | già hơn   | già hơn   |
| Phân chia Kỷ Trias theo ICS năm 2020. |            |             |           |           |

Tầng Rhaetia trong niên đại địa chất là kì muộn nhất của kỷ Trias và trong thời địa tầng học thì nó là bậc trên cùng của hệ Trias. Nó kéo dài từ khoảng 208,5 tới 201,3 ± 0,2 triệu năm trước. Nó diễn ra sau tầng Nori và trước tầng Hettange (kỳ thấp nhất và cũng là bậc đầu tiên của kỷ Jura).
Trong tầng này, Pangaea bắt đầu vỡ ra, nhưng Đại Tây Dương vẫn chưa hình thành.

## Sinh vật

### Actinopterygians
| Taxa          | Hiện diện                | Vị trí    | Mô tả            | Hình ảnh |
| ------------- | ------------------------ | --------- | ---------------- | -------- |
| - Birgeria    | Trias                    | Italy     | non-neopterygian |          |
| - Saurichthys | Trias                    | Italy     | non-neopterygian |          |
| - Dapedium    | Trias muộn đến Jura giữa | Áo, Italy | neopterygian     |          |
| - Leptolepis  | Trias muộn đến Creta sớm | Alps      | neopterygian     |          |

### Thằn lằn cá
| Taxa          | Hiện diện               | Vị trí  | Mô tả | Hình ảnh |
| ------------- | ----------------------- | ------- | ----- | -------- |
| - Leptonectes | Trias muộn đến Jura sớm | Châu Âu |       |          |

### †Sauropterygia
| Taxa             | Hiện diện  | Vị trí | Mô tả                            | Hình ảnh |
| ---------------- | ---------- | ------ | -------------------------------- | -------- |
| - Macroplacus    | Trias muộn | Đức    | cyamodontid placodont.           |          |
| - Psephoderma    |            |        | placochelyidid placodont.        |          |
| - Rhaeticosaurus | Trias muộn | Đức    | basal pliosauroid plesiosaurian. |          |

### Archosauromorphs (non-dinosaurian, non-suchian)
| Taxa          | Hiện diện                  | Vị trí                                    | Mô tả | Hình ảnh |
| ------------- | -------------------------- | ----------------------------------------- | ----- | -------- |
| - Paleosaurus |                            | Magnesian Conglomerate, Bristol, Anh Quốc |       |          |
| - Smok        | Noria muộn đến Rhaetia sớm | Lisowice, Ba Lan                          |       |          |

#### Dinosauria
| Taxa                 | Hiện diện              | Vị trí                                 | Mô tả       | Hình ảnh |
| -------------------- | ---------------------- | -------------------------------------- | ----------- | -------- |
| - Agnosphitys        | Noria/Rhaetia          | Avon, Anh Quốc                         |             |          |
| - Agrosaurus         | Rhaetia                | Bristol, Anh Quốc                      |             |          |
| - Daemonosaurus      | Rhaetia                | Ghost Ranch, New Mexico, Hoa Kỳ        |             |          |
| - Liliensternus      | Noria đến Rhaetia      | Thành hệ Trossingen, Thuringia, Đức    |             |          |
| - Lophostropheus     | Rhaetia đến Hettangia  | Normandy, Pháp                         |             |          |
| - Lucianovenator     | Noria muộn đến Rhaetia | Thành hệ Quebrada del Barro, Argentina |             |          |
| - Notatesseraeraptor | Trias muộn             | Thành hệ Klettgau, Thụy Sỹ             | neotheropod |          |
| - Pantydraco         |                        | Pant-y-ffynnon Quarry, Wales           |             |          |
| - Thecodontosaurus   | Noria/Rhaetia          | Bristol, Anh Quốc                      |             |          |

#### Suchia
| Taxa              | Hiện diện | Vị trí                            | Mô tả | Hình ảnh |
| ----------------- | --------- | --------------------------------- | ----- | -------- |
| - Effigia         |           | Ghost Ranch Quarry, New Mexico    |       |          |
| - Redondavenator  |           | Thành hệ Redonda, New Mexico      |       |          |
| - Terrestrisuchus |           | Pant-y-ffynon Quarry, South Wales |       |          |

### Lepidosaurs
| Taxa                 | Hiện diện               | Vị trí                              | Mô tả             | Hình ảnh |
| -------------------- | ----------------------- | ----------------------------------- | ----------------- | -------- |
| - Clevosaurus        | Trias muộn đến Jura sớm | Châu Âu, Trung Quốc, Canada, Brazil | rhynchocephalian. |          |
| - Diphydontosaurus   | Trias muộn              | Anh Quốc                            | rhynchocephalian. |          |
| - Gephyrosaurus      | Trias muộn đến Jura sớm | Anh Quốc                            | rhynchocephalian. |          |
| - Planocephalosaurus | Trias muộn              | Anh Quốc                            | rhynchocephalian. |          |
|                      |                         |                                     |                   |          |

### Mammaliaformes
| Taxa            | Hiện diện | Vị trí | Mô tả | Hình ảnh |
| --------------- | --------- | ------ | ----- | -------- |
| - Eozostrodon   |           |        |       |          |
| - Haramiya      |           |        |       |          |
| - Megazostrodon |           |        |       |          |